# Zentrumsvortex
Zentrumsvortizes sind linienartige topologische Defekte, die im Vakuum von Yang–Mills-Theorien, bzw. der QCD auftreten und eine wichtige Rollen beim Quark-Einschluss (Confinement) sowie der Chiralen Symmetriebrechung spielen. In Gitter-QCD-Simulationen ergibt ihre Perkolation geschlossene Flächen.

## Topologische Beschreibung
Zentrumsvortizes tragen eine auf die Zentrumselemente der jeweiligen Gruppe G quantisierte Eichladung, sowie eine topologische Ladung.
Betrachtet man ein vierdimensionales, triviales Raumzeitgitter, kann man einen Vortex erzeugen, indem innerhalb eines gegebenen Dirac-Volumens alle Kanten einer Richtung mit einem nicht-trivialen Zentrumselement multipliziert werden. Der Vortex ergibt sich dann als Oberfläche des Dirac-Volumens.

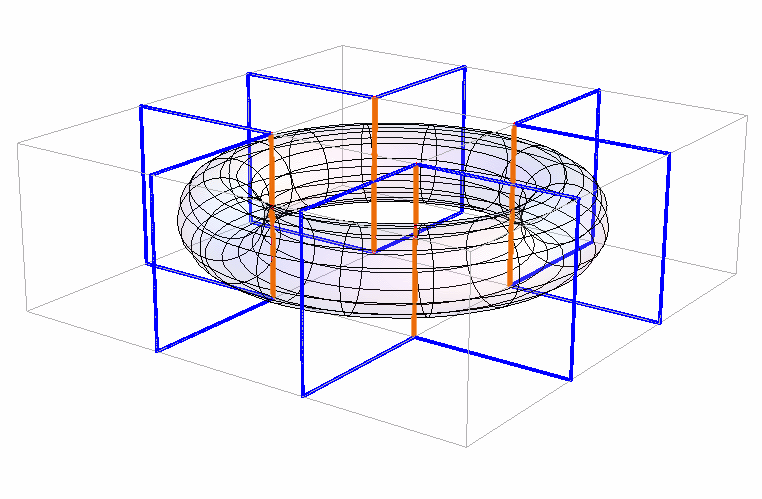
Zusammenhang zwischen Zentrumsvortex, nicht-trivialen Kanten und Dirac-Volumen

## In SU(N) Theorien
In SU(N) Eichtheorien ist das Zentrum durch die Wurzeln der Einheitsmatrix gegeben:
{\displaystyle z_{n}=e^{\frac {2\pi in}{N}}I\;,}
wobei I die Einheitsmatrix darstellt. Die Zentrumselemente bilden eine Abelsche Untergruppe ZN und die Spinoren {\displaystyle \psi } transformieren darin gemäß
{\displaystyle \psi \to e^{\frac {2\pi in}{N}}\psi \;,}
wohingegen Gluonen invariant sind. Daher ist in der deconfined Phase die Zentrumssymmetrie aufgehoben und ein Wiederherstellung der Zentrumssymmetrie bedingt Confinement. Eine formale Beschreibung dieser Zusammenhänge wurde von 't Hooft gefunden.
Die zwei Phasen können anhand des Verhaltens der Vortices unterschieden werden. Bei Betrachtung einer Wilson Schleife wird die Anzahl der Durchstoßpunkte eines langreichweitig perkolierenden Vortex durch die Schleife proportional zur Fläche der Schleife anwachsen: Die Vortices unterdrücken den Vakuum Erwartungswert der Wilson Schleife, wodurch das Ergebnis einer betrachteten Schleife W(C) von der umschlossenen Fläche abhängig wird:
{\displaystyle \langle W(C)\rangle \propto e^{-\sigma A}\;,}
wobei durch A die Schleifenfläche gegeben ist und die Konstante σ als String Spannung bezeichnet wird. Eine derartige Abhängigkeit zur Schleifenfläche ist typisch für Confinement. Betrachtet man kurzreichweitige, bzw. nicht perkolierende Vortices durchstoßen diese Wilson Schleifen in der Regel zweimal in umgekehrter Richtung, wodurch sich die Beiträge aufheben. Lediglich Vortices am Rand der Schleife durchstoßen die Schleife dann nur ein einziges Mal, tragen somit zum Ergebnis der Schleife bei und bedingen eine Abhängigkeit zum Umfang L der Schleife:
{\displaystyle \langle W(C)\rangle \propto e^{-\alpha L}\;,}
wobei α eine Konstante darstellt. Eine derartige Abhängigkeit zum Schleifenumfang impliziert, dass kein Confinement gegeben ist.
In Gitter Simulationen wird dieses Verhalten beobachtet: Bei geringen Temperaturen mit vorhandenem Confinement bilden die Vortices große, komplexe Clusters die durch den gesamten Raum perkolieren. Bei Temperaturen oberhalb des De-Confinement-Überganges bilden sie lediglich kleine Schleifen, bzw. multiple, nicht zusammenhänge Cluster. Das Entfernen von Vortices geht mit einem Verschwinden der String-Spannung einher. Entfernt man alles, außer Vortices, aus der Simulation, so bleibt die String Spannung erhalten. Dieser Sachverhalt wird als Zentrumsdominanz bezeichnet und zeigt den Zusammenhang zwischen Vortices und Confinement. Auch konnte in Simulationen gezeigt werden, dass Vortices eine beschränkte Dichte im Kontinuumslimit aufweisen, was bedeutet, dass es sich bei Vortices nicht um Gitter-Artefakte, sondern physikalische Phänomene handelt.
Ein Eichgruppe mit trivialem Zentrum ist durch die SO(3) gegeben, wobei die Fundamentalgruppe π1(SO(3)) gleich Z2 ist. Ihre universelle Einhüllende ist die SU(2), deren Zentrum wiederum Z2 ist. In dieser Theorie sind Vortices daher auf die Z2 quantisiert und Paare von Vortices annihilieren einander.
Die G2 Eichtheorie geht, wie vom Zentrumsvortex-Modell impliziert, nicht mit einer langreichweitigen Stringspannung einher. In dieser Theorie tritt ein Screening der Quarks durch Gluonen auf, das zu Farb-Singuletts mit den Quantenzahlen von Quarks führt und somit als freies Quarks interpretiert werden kann. Casimir Skalierung ist jedoch nach wie vor bei kurzen Reichweiten, bis zum Stringbreaking, gegeben. Dies kann durch Domänenbildung erklärt werden.